# Rhye

Rhye est un duo musical de musique indépendante basé à Los Angeles (Californie), composé du Canadien Mike Milosh et du Danois Robin Hannibal. Dans un premier temps ils sortent deux singles en ligne, Open et The Fall, ce qui amène beaucoup de spéculations sur le groupe. Leur premier album, Woman, sort le 4 mars 2013 et est salué par la critique. Le groupe est parfois comparé à Sade, Air ou The xx.

## Historique
Mike Milosh (en) (de son vrai nom Michael Milosh) est un chanteur et musicien électronique né à Toronto (Canada). Il reçoit une formation classique de violoncelliste à partir de trois ans et devient amateur de jazz. Il déménage à Berlin pour continuer à produire en tant que chanteur et producteur, sous le nom de scène Milosh. Il sort deux albums : You make me feel en 2004, Meme en 2006 sous le label canadien Plug Research et iii' en 2008 sous les labels canadien Plug Research et allemands Studio !K7. Il a aussi contribué au titre Then it happened de l'album Ghostly Swim du label Ghostly International/Williams Street, sorti en téléchargement MP3 en 2008.
Robin Hannibal (en) (de son vrai nom Robin Braun) est membre du duo danois Quadron (en) avec Coco Maja Hastrup Karshøj pour Plug Research également. Quadron est une formation indie, pop, électronique, soul, jazz et rap qui produit l'album Quadron en juillet 2009. Les membres de Quadron font partie du collectif danois électronique Boom Clap Bachelors, qui début 2008 sort l'album Just Before Your Lips avec notamment des contributions de Hannibal. Auparavant Robin Hannibal avait collaboré avec des artistes comme Nobody Beats The Beats (en), Clemens, Joker et L.O.C. (en), et lancé deux projets, Owusu & Hannibal et Parallel Dance Ensemble. Il a aussi contribué à "Lead the Way"  avec Szjerdene et à "Orchids for the Sun" de Leon Ware. En 2011, Quadron a collaboré avec le DJ américain et directeur de label Kaskade pour la chanson "Waste Love" sur l'album Fire & Ice.
Aujourd’hui[Quand ?], Rhye n'est plus composé que du chanteur Mike Milosh en solo[réf. nécessaire].